# Nicezio di Besançon
Nicezio di Besançon (fl. VII secolo) è stato un vescovo franco, vescovo di Besançon nel VII secolo. Il suo culto come santo fu confermato da papa Leone XIII nel 1900.

## Biografia
Louis Duchesne considerò il suo nome una corruzione di Migetius e collocò il suo episcopato dopo quello di Donato alla metà del VII secolo; in base a studi successivi, Bernard de Vregille ritenne giusto accettare i dati dell'antico catalogo episcopale di Besançon che poneva l'episcopato di Nicezio prima di quello di Protadio, negli anni a cavallo tra il VI e il VII secolo.
Scarse e poco attendibili le notizie sul suo episcopato: nel 602 avrebbe partecipato a un concilio di cui non si conoscono gli atti; sarebbe stato contemporaneo e amico di papa Gregorio magno e avrebbe promosso l'erezione della chiesa di San Pietro a Besançon.
Sotto il suo episcopato Colombano fondò il monastero di Luxeuil, in diocesi di Besançon, ma né il nome di Nicezio, né quello di altri vescovi di quella sede viene menzionato dal biografo del monaco irlandese, Giona di Bobbio. Ciò potrebbe dipendere dall'ostilità di Nicezio e degli altri vescovi franchi verso alcune posizioni di Colombano, come la sua pratica di celebrare la Pasqua al modo irlandese.

## Culto
Fu sepolto nella chiesa di San Pietro. La sua festa era celebrata nella diocesi l'8 febbraio, ma per un certo periodo la celebrazione fu spostata al 31 gennaio.
Gli sono dedicate parrocchie nelle diocesi di Besançon, in quella di Saint-Claude e ad Augerans.
Il suo culto come santo fu confermato da papa Leone XIII con decreto del 24 novembre 1900.
Il suo elogio si legge nel martirologio romano all'8 febbraio.